# 이창호 (희극인)
이창호(李昶浩, 1988년 4월 29일 ~ )는 대한민국의 개그맨으로 2014년 KBS 29기 공채 개그맨으로 데뷔했다.
유튜브 채널<빵송국>을 운영하며 크리에이터로도 활동하고 있으며, <피식대학> 객원 멤버로도 활동중이다.

## 신체
키는 168cm이고 몸무게는 62kg이다. 전에는 51kg이 나갔지만 개그콘서트의 코너〈라스트 헬스보이〉에 출연한 후, 11kg이 증가하면서 가슴근육, 등근육이 생기기도 했다.

## 출연 작품
- 《개그콘서트》

〈달라스〉
〈힙합의 신〉
〈큰세계〉
〈깐죽거리 잔혹사〉
〈세상아 덤벼라〉
〈가장자리〉이대리 역
〈이.개.세(이 개그맨들이 사는 세상)〉
〈일당뛰어〉
〈라스트 헬스보이〉
〈재백아〉가게 사장 역
〈초능력자〉힐러리 역
〈넘사벽〉멸치 역
〈평양의 후예〉
〈징크스〉
〈나가거든〉
〈다시보기〉
〈세.젤.예 (세상에서 제일 예민한 사람)〉
〈핵갈린 늬우스〉기자 역
〈대통형〉장관 역
〈1대1〉썰민석 역
〈아무말 대잔치〉
〈창과 방패〉
《시뮬레이션》 곽범의 동생 이자 입사 하려는 사람

### 예능
- 《선미의 SHOW 터뷰》- 2022년 8월 18일 게스트
- 《노빠꾸 탁재훈》- 2022년 9월 15일 게스트
- 《놀라운 토요일》 - 2023년 12월 9일 게스트
- 《라면꼰대 5》- 2024년 11월 21일 게스트
- 《아는 형님》 - 2024년 3월 2일 게스트
- 《감별사》- 2025년 5월 14일 게스트

### 드라마
- 《이사장님은 9등급》 (Wavve, 2024년) - 황 변호사 역
- 《손해 보기 싫어서》 (tvN, 2024년) - 복기운 역

### 영화
- 《소주전쟁》 (2025년) - 개발 연구원 역

## 광고
- 2015년 KBS스포츠 운동하자 캠페인
- 2021년 ~ WJ원진성형외과의원

## 홍보대사
- 2016년 서울 수서경찰서 4대 사회악 근절 홍보대사
- 2017년 제5회 부산국제코미디페스티벌 홍보단원

## 유행어
- 마음에 듭니다!(넘사벽)
- 지는 이거 받았습니다(넘사벽)
- 자 우리가 이것을 알기 전에 먼저 역사를 알아야 합니다.(1대1)
- 역사는 말하고 있습니다.(1대1)
- 지옥이 있다면 바로 이곳입니다!(핵갈린 늬우스)
- 하이~ 에이치 아이~ (유튜브 빵송국, 매드 몬스터)

## 같이 보기
- 매드몬스터